# Packing

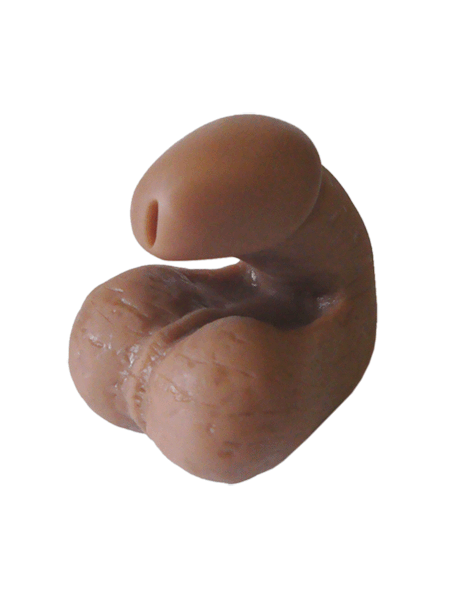
Przykładowy silikonowy packer

Packing – praktyka polegająca na noszeniu specjalnego obiektu (nazywanego po angielsku packer lub pecker) w spodniach lub bieliźnie, mającego imitować posiadanie penisa lub wywoływanego przez niego wybrzuszenia na kroczu. Stosowana głównie przez transmężczyzn, a niekiedy również przez inne osoby podczas ubierania się męsko w ramach cross-dresingu. 
Niektóre packery mogą być używane do penetracji seksualnej, inne nie. W stosunku do używania pierwszych używa się po angielsku określenia Packing hard, a odnośnie tych drugich soft packing. Do ich wytwarzania stosuje się skarpety lub prezerwatywy, a także żelatynę, lateks i silikon. Wszystkie packery nieprzeznaczone do penetracji są wykonane z miękkiego, elastycznego materiału i symulują zwiotczałego penisa. Termin pecker najczęściej opisuje miękkie modele, które nie są używane do aktywności seksualnej. Niektóra packery mogą być także używane jako urządzenia do sikania (STP). Zawierają one pojemnik, który jest wkładany pod i do cewki moczowej użytkownika. Paker ma rurkę od pojemnika do końcówki, która umożliwia użytkownikowi oddawanie moczu przez protezę.
Powstające w wyniku zastosowania packerów wybrzuszenie określa się w angielskim slangu jako moose-knuckle lub man-bulge.